# 西托夫斯基·貝洛

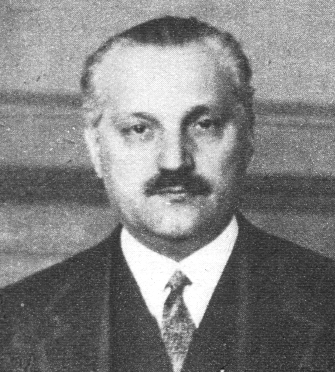
西托夫斯基·貝洛

納吉喀里·西托夫斯基·貝洛（匈牙利語：Nagykéri Scitovszky Béla；1878年1月23日—1959年8月20日），是匈牙利的一位政治家，曾擔任國民議會主席、內政部長，同時也是一位大地主和國會代表。
1. ↑  https://opac-nevter.pim.hu/record/-/record/PIM69678